# El Hito
El Hito es un municipio español de la provincia de Cuenca, en la comunidad autónoma de Castilla-La Mancha. Tiene una superficie de 41,22 km² con una población de 163 habitantes (INE 2016) y una densidad de 3,95 hab/km². 
Su laguna destaca por su biodiversidad, así como por estar compartida con el municipio vecino de Montalbo. 

## Toponimia
Se denomina Hito como un mojón o piedra referencial que divide espacios. 
Existe una versión basada en la homofonía, en la que se identifica a El Hito como la Antigua Histonium, siendo interpretado tal nombre por la presencia de algún miliario romano que indicaba el paso de las calzada que Complutum (Alcalá de Henares), se dirigía hacia Cartagena por Segóbriga.

## Laguna de El Hito
Para un gran número de científicos la laguna es una joya única en el mundo, pese a las hostiles condiciones que presenta para albergar vida. Pero para aquellos que sin tener un interés científico les guste disfrutar de los animales, pueden observar a la grulla, el ánade real, la focha común, las cigüeñuelas y aves esteparias que proporcionan una explosión de color y vida en determinadas épocas del año. 
El elemento esencial del paisaje del Hito es la laguna. Se debe describir como una depresión estacional y endorreica, con aguas salinas y con unos periodos de inundación muy fluctuantes a lo largo de los años. Se caracteriza por su gran extensión, poca profundidad, ausencia de vegetación palustre y presencia de amplias zonas de pastizal en su cuenca. 
Una de las grandes atracciones de la laguna de El Hito es la grulla común (Grus grus). Esta ave migratoria para, descansa y se alimenta aquí, procedente del norte de Europa y con destino al norte de África. Sin embargo, cada vez con más frecuencia, las grullas permanecen en la laguna todo el invierno distribuyéndose en un radio de unos 30 km alrededor de la misma, ocasionando su presencia un espectáculo digno de ser contemplado. 
La presencia de fauna está condicionada por la marcada estacionalidad de la lluvia, que determina la presencia de agua en este humedal. Por ello, los máximos niveles de población tienen lugar en invierno. 
Desde noviembre hasta marzo podemos observar también al ánade real y otras especie como son la focha común. 
Lo más destacable es la vegetación del borde la laguna sobre suelos cubiertos de yeso. Hay praderas denominadas almajos de Puccinellia fasciculata con Salicornia ramosissima, Frankenia laevis, Aelinopus litoralis, praderas juncales de Schoenus nigricans y Scirpus maritimus, albardinales de Lygeum spartum. 
Sus características botánicas, faunísticas e hidrológicas hacen de este enclave un lugar de gran interés y de obligada parada para disfrutar de uno de los últimos humedales manchegos. 
Entre las comunidades botánicas presentes destaca la de Limonietalia (calificada en peligro por la Directiva Hábitat 92/43, Diario Oficial de la Comunidad Europea, 1992) con una especie endémica de este lugar (sólo la hay en la laguna de El Hito) (Limonium soboliferum). 
Este enclave botánico y zoológico está protegido desde 1981 por la Unesco como Reserva de la Biosfera de la Mancha Húmeda y como Zona de Especial Protección para las Aves desde 1998. 
También pertenece al Catálogo de Elementos Geomorfológicos de la Protección Especial de Conservación de la Naturaleza. Desde el 12 de febrero de 2002 se la ha declarado Reserva Natural por la Consejería de Agricultura y Medio Ambiente de Castilla-La Mancha. 
En 2015 se aprueba la ampliación del espacio protegido para evitar la construcción de un almacén para residuos radiactivos en Villar de Cañas. Aunque los tribunales pararon dicha ampliación también hicieron lo mismo con la construcción del almacén.

## Demografía
El Hito cuenta con una población de 130 habitantes (INE 2024).
| Gráfica de evolución demográfica de El Hito entre 1842 y 2021                                                       |
| |
| Población de derecho según los censos de población del INE Población de hecho según los censos de población del INE |

## Administración
| Periodo   | Nombre                 | Partido |
| --------- | ---------------------- | ------- |
| 2003-2007 | Rafael Sepúlveda Sotos | PP      |
| 2007-2011 | Raúl López Monreal     | PSOE    |
| 2011-2015 | Raúl López Monreal     | PSOE    |

## Patrimonio
- Iglesia Parroquial de la Asunción.
- Ayuntamiento del siglo XVI.
- Calle Rosa Portada Medieval.
- Calle Cadena, Portada y alero Medieval.

## Fiestas
Fiestas en Honor de La Virgen de la Encarnación y Cristo del Amparo. Aunque esta localidad no posee un gran patrimonio histórico, sí que mantiene una de las fiestas de carácter cultural y tradicional más emblemáticas de la provincia, la endiablada, fiesta que durante la primavera pone de manifiesto la importancia de la tradición y de la conservación de las costumbres. Se trata de una fiesta primaveral, siendo una de las representaciones culturales que más ha perdurado en el tiempo y que se ha convertido en el símbolo de la idiosincrasia poblacional. 
El baile de los diablos se prolonga tanto por las calles del pueblo como por las sendas rurales, en busca del Altozano de la Mesa desde el que se bendicen los campos. 
Hasta allí se lleva a la Virgen de la Encarnación en procesión, durante la cual los diablos harán sonar los cencerros que llevan a sus espaldas, una vez allí se la coloca en un templete y se reparten unos panes llamados rolletes, organizando los danzantes a los pies de la Virgen los siete paloteos. 
Entre las costumbres típicas destacan los grupos de Diablos y Danzantes que desde tiempos inmemoriales acompañan constantemente a la Virgen durante los días de su fiesta siendo esto los siguientes: 25 de marzo, tercer sábado de mayo (Villas Viejas) y 28 de mayo (Ofrenda a la mesa).
Igualmente y sin menor importancia se celebra en el mes de agosto la fiesta en honor del Santo Cristo del Amparo donde se puede disfrutar del ambiente veraniego con su baile popular en la plaza del pueblo y las vaquillas para que la gente se divierta durante el verano donde el pueblo triplica la gente que tiene en invierno. 
Durante dichas fiestas se realizan varias actividades como el concurso de disfraces, donde principalmente los más jóvenes se divierten de las noches de fiesta, los pasacalles los cuales despiertan a la juventud que se acuesta a altas horas de la noche y en las noches de verbena los jóvenes intentan bailar una en corro y otra agarrá.